# Геохімічні епохи
Геохімічні епохи (рос. геохимические эпохи, англ. geochemical epochs, нім. geochemische Epochen f pl) — етапи геологічної історії, для яких характерне накопичення окремих елементів та їх поєднань.
Поняття геохімічні епохи введене Олександром Євгеновичем Ферсманом в 1934 році.
Особливий інтерес являють геохімічні епохи, в які відбувалося накопичення певних елементів з формуванням рудних тіл, родовищ або цілих рудоносних провінцій. Наприклад, епоха формування найбільших родовищ залізистих кварцитів (Криворізький залізорудний басейн в Україні, Верхнє озеро в США, Мінас-Жерайс у Бразилії), яка мала місце практично на всіх континентах у верх. археї — ниж. і сер. протерозої, пов'язується з накопиченням в атмосфері вільного О²; внаслідок окиснення заліза його оксиди випали у вигляді осадів (до цього залізо нагромаджувалося в океані у вигляді бікарбонатних сполук). Карбонова епоха зумовлена утворенням вугільних покладів з похованих рослинних залишків і т. д.